# Vila Garcia (Guarda)
Vila Garcia is een plaats (freguesia) in de Portugese gemeente Guarda en telt 334 inwoners (2001).